# لوكاس باريوس
لوكاس رامون باريوس كاسيريس (بالإسبانية: Lucas Ramón Barrios)‏، ولد في 13 نوفمبر 1984 في سان فيرناندو - الأرجنتين)، لاعب كرة قدم باراجوياني يلعب حاليا لصالح نادي الدرجة الأولى بروسيا دورتموند الألماني منذ 2009 في مركز المهاجم.

## السيرة الذاتية
ولد باريوس في حي سان فرناندو في العاصمة الأرجنتينية بوينس آيرس في الأرجنتين لأب أرجنتيني وأم بارجوانية ويحلو لمشجعي الفرق التي يلعب لها بمناداته بلقب الفهد.
لم يُعرف للوكاس تاريخ يُذكر قبل أنتقاله لكوبريلوا التشيلي حيث سبق له قبلها اللعب لأرجنتينوس جونيورز وذهب في إعارة قصيرة لتايجر الأرجنتيني كذلك قبل أن يرحل لتيموكو في تجربة جديدة في الدوري التشيلي عاد بعدها لتيرو فيديرال الأرجنتيني ومنه انتقل لكوبريلوا التشيلي ليبدأ في تسطير التاريخ.
على الرغم من تاريخه القصير حيث لم يكن موجوداً في اعقاب كأس العالم 2002 إلا أنه استطاع أن يظهر بسرعة كبيرة جداً حيث نجح بعد انضمامه لكوبريلوا أن يسجل الكثير من الأهداف مع فريقه الجديد فجذب أنظار أطلس المكسيكي سريعاً وانتقل لهناك على الرغم من اهتمامات كولوكولو حينها حيث بلغت قيمة انتقاله 2.5 مليون دولار وكان أطلس هو المقبرة التي تم حبس اللاعب فيها.
على مدار 14 لقاء لعب خلالهم كصانع العاب وليس كمهاجم كما اعتاد سجل باريوس هدف وحيد وهو الشئ الذي عاد به للخلف حيث قضى بقية الموسم على مقاعد البدلاء وبعدما انتهى تعاقده بنهاية الموسم قضى موسم كامل بعيداً عن الملاعب وكرة القدم قرر بعدها العودة بعدما عاد فريق كولو كولو التشيلي لمفاوضته من جديد في موسم 2008.
وقع باريوس عقداً لكولو كولو لمدة ستة شهور فقط ونجح في استعادة كامل مستواه وكان أشهر مبارياته عندما تقابل كولو كولو مع نوبلينزي في نصف نهائي الكأس التشيلي وكان كولو متأخر بهدفين وعندما اشارت ساعة الاستاد الداخلية بعشرة دقائق كوقت متبقي على انتهاء المباراة انفجر باريوس مسجلاً هدفين متتاليين في دقيقتين فقط وقاد فريقه للنهائي وعاد ليسجل هدف في النهائي لينهي تعاقده بتسعة أهداف تاريخية بالنسبة لكولو كولو.
وافق باريوس على الانضمام النهائي لكولو وكانت الخطوة الصحيحة في الوقت الصحيح فقد أصبح فيما بعد أفضل هداف في تاريخ الدوري التشيلي وحقق الكثير من الألقاب في هذا الموسم حيث سجل 18 هدف في 16 مباراة وانهى موسمه التاريخي مع كولو هدافاً لكل شيء وسجل 49 هدف في 53 مباراة بشكل جعل الاتحاد الدولي للتأريخ والإحصاء يكرمه كأفضل هداف في العالم لعام 2008 متفوقاً على كرستيانو رونالدو وكلاس يان هونتيلار وهنا أصبح اللاعب مطلوب أوروبياً.
تلقى باريوس عرض مغري للغاية من فريق نانسي الفرنسي لمدة أربعة مواسم ولكن رئيس كولو كولو السيد جابريال رويز تاجلي رفض العرض وعاد ليتلقى الفريق عرضاً آخر قيمته 7 ملايين دولار من إسبانيول الإسباني بخصوص باريوس لكنه قوبل بالرفض كذلك وتبع ذلك عرضاً من باناثينايكوس اليوناني بقيمة 5 مليون يورو تم رفضه كذلك بدون أي أسباب.
الرفض المتكرر من إدارة كولو لن يتكرر بعد ذلك ففي يوليو 2009 أعلن باريوس رسمياً توقيعه لبوروسيا دورتموند الألماني الذي دفع ما يقارب 4.2 مليون يورو فقط للاعب وبعد ظهوره القوي في البداية تمكن من خطف المقعد الأساسي في الهجوم من مواطنه نيلسون فالديز وانهى الموسم مسجلاً 19 هدف ومحتلاً المركز الثالث بين هدافي الدوري الألماني حيث تفوق عليه كل من البوسني إدين دجيكو لاعب فولفسبورغ وشتيفان كيسلينج لاعب باير ليفركوزن كما قاد فريقه في حمله الصعود لدوري الأبطال الأوروبي والتي انتهت بالصعود للدوري الأوروبي في النهاية وختم موسمه الأول بهدف في آخر جولات الموسم أمام فرايبورغ بعدما شكل ثنائي رائع في هذا الموسم مع المهاجم المصري محمد زيدان.
على المستوى الدولي فإن باريوس لم يظهر مع أي منتخب سوى في 2010 حيث ظل منتظراً لفترة طويلة استدعاءه من طرف المنتخب الأرجنتيني وهو الأمر الطبيعي لكن بعدما شعر بتناقص فرصه في تمثيل الأرجنتين في كأس العالم 2010 قرر الانضمام للمنتخب البارجواني والذي يحق له اللعب له بصفته من أم بارجوانية وبالفعل تم استدعاءه لتشكيل كأس العالم ليصبح رابع لاعب أرجنتيني ينضم للمنتخب البارجواني بعد جوناثان سانتانا ونيستور أورتيغوزا وسيرجيو آكوينو ونجح خلال أسبوع واحد في تسجيل 3 أهداف مع منتخب البارجواي في ثلاثة مباريات ودية في إطار التمهيد لكأس العالم حيث سجل هدف التقليص في مرمى أيرلندا وهدف التقليص كذلك في مرمى ساحل العاج والهدف الثاني في مرمى اليونان ليبشر بقدوم هداف قوي على المستوى الدولي بعدما سجل هدف في كل مباراة لعبها لهم.

### جوانج جوه إيفرجراند
في الثاني من مايو 2012 أعلن نادي جوانج جوه إيفر جراند الصيني ضم لوكاس باريوس من نادي بوروسيا دورتموند لمدة أربع سنوات ب 8.5 مليون جنيه استرليني ، وشارك باريوس في أول مباراة في دوري السوبر الصيني في 15 يوليو في الجولة السابعة عشر أمام جوانج جوه آر آند إف ونزل بديلا للاعب البرازيلي كليو في الدقيقة الرابعة والسبعين في المباراة التي خسرها فريقه 1-0، اما أول هدف له فقد جاء في الجولة التي تليها أمام فريق هينان جيان يي.

## مسيرته الكروية
لعب لوكاس باريوس خلال مسيرته الاحترافية مع 15 ناديًا في ستة وعشرون موسمًا وسجل خلالها 157 هدف ضمن 396 مباراة. حيث فاز في ثلاثة مواسم بالكأس وفي سبعة مواسم بالدوري.
خاض لوكاس باريوس مسيرته مع نادي تيغري في موسم 2003–04 لمدة موسم واحد، مشاركًا في 16 مباراة ولم يسجل أي هدف. ثم انتقل إلى نادي أرجنتينوس جونيورز في موسم 2004–05 في المرة الأولى ولمدة موسمين ثم في موسم 2017–18 لمدة موسم واحد، حيث شارك طوالها في 29 مباراة سجل خلالها 9 أهداف. لينتقل بعدها إلى Deportes Temuco ‏ ما بين عامي 2005 و2006 لمدة موسم واحد، مشاركًا في 28 مباراة سجل خلالها 12 هدفًا. ثم انتقل إلى نادي تيرو فيديرال في موسم 2005–06 لمدة موسم واحد، مشاركًا في 12 مباراة سجل خلالها هدفًا واحدًا. هذا وانتقل لاحقًا إلى نادي كوبريلوا في عامي 2006-2008 ولمدة موسمين، مشاركًا في 35 مباراة سجل خلالها 22 هدفًا. ثم انتقل بعدها إلى نادي أطلس في موسم 2007–08 لمدة موسم واحد، مشاركًا في 14 مباراة سجل خلالها هدفًا واحدًا. ليعود وينتقل من جديد، لكن هذه المرة إلى نادي كولو-كولو في عامي 2008-2010 في المرة الأولى ولمدة موسمين ثم ما بين عامي 2018 و2019 لمدة موسم واحد، مشاركًا طوالها في 56 مباراة سجل خلالها 41 هدفًا. لينتقل بعدها إلى نادي بوروسيا دورتموند للفورميلا في موسم 2009–10 واستمر معه طيلة ثلاثة مواسم، مشاركًا في 82 مباراة سجل خلالها 39 هدفًا. ثم لعب في نادي غوانغجو إفرغراند تاوباو في عامي 2012-2014 ولمدة موسمين، مشاركًا في 17 مباراة سجل خلالها 5 أهداف. ليعود ويرتحل عنه إلى نادي سبارتاك موسكو في موسم 2013–14 ولمدة موسمين، مشاركًا في 16 مباراة سجل خلالها هدفين. ثم انتقل إلى نادي مونبلييه في موسم 2014–15 لمدة موسم واحد، مشاركًا في 31 مباراة سجل خلالها 11 هدفًا. لينتقل بعدها إلى نادي بالميراس في عامي 2015-2017 ولمدة موسمين، مشاركًا في 22 مباراة سجل خلالها 6 أهداف. ثم انتقل إلى نادي غريميو بورتو أليغرينزي ما بين عامي 2017 و2018 لمدة موسم واحد، مشاركًا في 17 مباراة سجل خلالها 4 أهداف. هذا وانتقل لاحقًا إلى نادي هوراكان في موسم 2018–19 ولمدة موسمين، مشاركًا في 18 مباراة سجل خلالها 4 أهداف أيضًا. ثم انتقل بعدها إلى نادي جيمناسيا لابلاتا في موسم 2019–20 لمدة موسم واحد، مشاركًا في 3 مباريات ولم يسجل أي هدف.

## روابط خارجية
- لوكاس باريوس على موقع الاتحاد الدولي (مؤرشف)  (الإنجليزية)
- لوكاس باريوس على موقع قاعدة بيانات كرة القدم.إي يو (الإنجليزية)
- لوكاس باريوس على موقع بيانات كرة القدم. دي إي (الألمانية)
- لوكاس باريوس على موقع ناشيونال فوتبول تيمز (الإنجليزية)
- لوكاس باريوس على موقع Soccerway.com (الإنجليزية)
- لوكاس باريوس على موقع عالم كرة القدم.نت (الإنجليزية)
- لوكاس باريوس على موقع AS.com (الإسبانية)